# 堀内章秀
堀内 章秀（ほりうち たかひで、1970年5月5日 -）は、青森県北津軽郡出身の音楽家・サラリーマン。バンド「Bubble Bus（バブルバス）」のフロントマンとして活動後、音楽ユニット「無頼庵（ぶらいあん）」主催、として、活動中。

## Bubble Bus

### メンバー
- Vo,G：堀内　Vo,Key：辻文江　Eg：奈良篤樹
- Bs,Violin：影山桐子　Ds,Pc：江島文博

1992年、堀内と大学サークルのメンバーを中心に「Bubble Bus」結成。1960年代～1990年代の欧・米・日の音楽から影響を受けた、フォークロック～ギターポップ色の強いサウンドとツインボーカルが特徴。結成以降、主に「新宿JAM」「下北沢Shelter」「下北沢Que」等、都内のライブハウスでライブを行い、1993年頃から「新宿JAM」にて、ライブイベント「Suck On!」開催。
1994年、Motorway recordsより、スコットランドのバンド「Goldenrods」とのスプリット7インチアナログシングル「Words of love」発表。その後、Bubble Bus単体での7インチアナログシングル「My Funny Face/The End Of Dreams」発表。
1995年2月、T-REXのトリビュート・アルバム「X-REX」（FILE RECORDS）で「Sunken Rags」をカバー。ジャケット写真は、市川実和子。ザ・ハッピーズ/NATURAL CALAMITY/RECK/Greedy Greenn等が参加。11月、ミディより全曲英詞の1st アルバム「Assnallo」発表。Eg：奈良篤樹、脱退。Samantha's Favourite等で活動していたEg：嶋村輝之が加入。サニーデイ・サービス」の2ndアルバム「東京」発売時、東京・大阪クラブクアトロツアーにフロントアクトとして同行。
1996年7月、ミディより、初の日本語詞によるマキシシングル「バイバイ」でメジャー・デビュー。この頃より「バブルバス」表記。11月、2nd マキシシングル「タイムマシーン」、1997年7月、2nd アルバム「ヒトトキカイ」発表。Ds：江島文博、脱退。堀内の憧れであったサザンソウルバンド「The Fave Raves」他で活動していたDs:廣山憲多郎、加入。
1998年5月、辻文江がメインボーカルを務める3rd マキシシングル「春色」発表。9月、3rd アルバム「バブロック」発表。Ds:廣山憲多郎、脱退。The ピーズ、Samantha's Favourite等で活動していた、Ds:ウガンダ加入。「新宿JAM」で「Suck On!」の発展形「Fish On!」を開催する他、ライブをメインに精力的に活動するが、2000年、「新宿JAM」にて、敬愛するバンド「エコエコサイクルズ」「ジンタ」に見守られ、ラストライブを敢行、解散。解散理由は「飽きた」「疲れた」「No Future」「需要がなくなった」等々。
その後、堀内は2001年よりソロユニット「無頼庵」として活動。辻は渡欧後、ドイツ/東ベルリンにて「Fleck Fumie」として活動。嶋村は「Terry Shimamura Group」～「赤い夕陽」で活動。

## 無頼庵（ぶらいあん）
堀内のソロユニット（活動の場）として、2001年より活動。妄想と現実の狭間で、時に独りで、時に信頼のおけるメンバーとともに、適当かついい加減な、唯一無二の音楽を奏でる。あくまで「無頼庵」＝堀内ではなく、ユニット名、屋号のようなもので、堀内をぶらいあん、ブライアン、無頼庵と呼ぶのは誤り。
由来は、坂口安吾や織田作之助等の無頼派の作家、ザ・ビーチ・ボーイズのブライアン・ウィルソン、ビートルズのマネージャーのブライアン・エプスタイン、ローリング・ストーンズのブライアン・ジョーンズ、等を好きな堀内が、呑みの席で「もう音楽やめて無頼庵っていう蕎麦屋やろうかと思って」と発したのが始まりと言われているが、真偽は定かではない。
2001年　元ジンタのVo,Eg：竹内圭、Pf：宮沢賢治らが参加していたバンド「流刑地」、Bs：榎戸博之（フリーボ/SugarPlant）らとのコラボ開始。
2002年3月　新鮮なポップ・ミュージックを追求したレーベル、Teenage Symphonyからのコンピレーション・アルバム「Smells like teenage symphony」に「同調」で参加。バブルバス時代からの朋友「フリーボ」のサポートの元、14名のストリングスを導入したレコーディングを行う。「Smells like teenage symphony」には　初恋の嵐/ゲントウキ/セロファン/永江孝志/カーネーション/タイライクヤ/Runt Star/Chains/sunzriver/commonbill/岩見十夢らが参加。
2002年5月　はっぴいえんどかばあぼっくす（OZ DISC）参加。「しんしんしん」をカバー。
2003年3月　フリーペーパー「アンダウン」の編集長、鈴木大介がセレクトした都会派ポップスを収録した、コンピレーション・アルバム「トーキョー・シティライツ vol.1」に「多分多分」（デモバージョン※w/t Perc：神谷洵平）で参加。他の参加アーティストは、伊藤銀次/堂島孝平/NONA REEVES/ヒックスヴィル等。この頃、Eg：玉川裕高（ヒップゲロー～commonbill～赤い夕陽）、Eg：石垣窓・Ds：廣瀬方人（フリーボ）、Bs：隅倉弘至・Ds：鈴木正敏（初恋の嵐）、Ds：小寺良太（椿屋四重奏）、Pf：杉浦琢雄（東京60watts）等とのバンド編成でのライブを頻繁に行う。
2003年10月、徳間ジャパンコミュニケーションズより1st ミニアルバム「優しく明るく」発表。2004年2月、1st マキシシングル「シンギン」発表。2004年4月、1st フルアルバム「パラレル」発表。その後、契約解除。無収入となる。
2005年頃から、主に東京都内にて、Ds：廣瀬方人（ex.フリーボ）、Wood Bass：うのしょうじ（ex.ソーイングマシーン） とのトリオ編成、ソロでの弾き語りライブを継続的に行う。また、主にライブ会場でのみ販売するデモ音源を多数作成。
2011年頃より、新宿「紅布」にてシンガーソングライター沢田ナオヤ、かみぬまゆうたろうとマイク1本での弾き語りイベント「帰れない三人」を行う。同イベントには、奇妙礼太郎、曽我部恵一、竹原ピストル、角森隆浩、中村ジョー、三上寛、三輪二郎、ワタナベイビー等が出演。
2021年3月より　吉祥寺「Black&Blue」でライブイベント「武蔵野百景」開催。これまでの出演者は、双六亭、MOUSE、北山昌樹と狸穴、佐藤幸雄とわたしたち、五目亭ひじき（exヨシンバ）、吉井功（ヨシンバ）、林邦洋、中村ジョー&イーストウッズ、ぱぱぼっくす等。
2025年8月現在、某企業でフルタイムのサラリーマンとして働きながら、ライブ、音源作成ともに、細々と活動中。